# Соглашения Авраама
Соглашения Авраама — серия договоров о нормализации отношений между Израилем и рядом арабских государств, подписанных в 2020—2021 годах. Их название отсылает к патриарху и пророку Аврааму, вера в которого присутствует во всех крупнейших авраамических религиях: иудаизме, христианстве и исламе.
Ключевую роль в заключении Соглашений сыграл первый кабинет президента США Дональда Трампа (2017—2021). На их заключение повлияли согласие Израиля отложить планы присоединения части Западного берега Иордана; угроза со стороны Ирана, общая для Израиля и ряда арабских стран; а также различные поощрения для последних со стороны США.
В рамках Соглашений Авраама Израилем были подписаны мирные договоры с Объединёнными Арабскими Эмиратами (ОАЭ), с Бахрейном и с Марокко. Судан также начал процесс нормализации отношений с Израилем, оставшийся, однако, незавершённым.
Европейские страны приветствовали Соглашения, подтвердив при этом свою приверженность плану урегулирования палестино-израильского конфликта на базе схемы «двух государств». Иран, Турция, ряд арабских стран, Палестина и исламистские организации осудили соглашения.
Соглашения Авраама способствовали экономическому и оборонному сотрудничеству стран региона. В период правления администрации Джо Байдена (2021—2025) Соглашения не получили дальнейшего развития.

## Предыстория и ход переговоров
Подписание Соглашений Авраама стало результатом долгосрочной стратегии нормализации отношений между Израилем и рядом арабских государств, а также длительных непубличных контактов между ними. Ключевую роль в переговорах сыграла дипломатическая поддержка администрации Трампа, в особенности его советников Джареда Кушнера и Ави Берковица, спецпосланника на Ближнем Востоке Джейсона Гринблатта  и посла США в Израиле Дэвида Фридмана. 
Переговоры Израиля с ОАЭ и Бахрейном велись всецело через представителей США. В переговорах с Марокко также приняли участие еврейский бизнесмен марроканского происхождения Ярив Эльбаз, израильский политик и бывший заместитель директора Моссада Рам Бен-Барак, и глава Иерусалимского центра по международным делам и безопасности Дори Голд.
Началу переговоров по Соглашениям Авраама способствовало согласие Израиля отложить план по распространению своего суверенитета на часть территорий Западного берега реки Иордан, что помогло смягчить критику со стороны арабских государств, таких как ОАЭ. Важным фактором также стало общее стремление Израиля и арабских стран Персидского залива к укреплению региональной безопасности на фоне угрозы, исходящей от Ирана.
Вместе с тем, США поощряли арабские страны к присоединению к соглашениям. Так, они заключили с ОАЭ беспрецедентную по масштабам сделку по поставке вооружений, включая истребители F-35; признали контроль Марокко над спорными территориями Западной Сахары; исключили Судан из своего списка государств-спонсоров терроризма и предоставили ему кредит в размере 1,2 млрд долларов для погашения долгов перед Всемирным банком.

## Подписанные договоры
Первоначальные Соглашения Авраама, включавшие в себя мирные договоры между Израилем и ОАЭ и между Израилем и Бахрейном, были заключены 15 сентября 2020 года. Их подписали министр иностранных дел Бахрейна Абдуллатиф бен Рашид Аль-Заяни, министр иностранных дел ОАЭ Абдалла ибн Заид Аль Нахайян и премьер-министр Израиля Биньямин Нетаньяху в присутствии американского президента Дональда Трампа. Установление Израилем дипломатических отношений с ОАЭ и Бахрейном стало первым примером арабо-израильской нормализации с 1994 года, когда был подписан мирный договор между Израилем и Иорданией.
22 декабря 2020 года к Соглашениям Авраама присоединилось Марокко, подписав израильско-марокканский мирный договор. Через год, 24 ноября 2021 года, министр обороны Израиля Бени Ганц также подписал соглашение о взаимопонимании в области безопасности с министром обороны Марокко Абдельлатифом Лудийи. Это стало первым случаем, когда Израиль открыто подписал такое соглашение с арабским государством. Оно официально закрепило сотрудничество стран в сфере безопасности, что позволило улучшить взаимодействие между их оборонными ведомствами.
6 января 2021 года процесс присоединения к Соглашениям Авраама начал и Судан, подписав «Декларацию о Соглашениях Авраама» в Хартуме в присутствии министра финансов США Стивена Мнучина. В апреле страна отменила закон от 1958 года, запрещавший связи с Израилем. Однако Судан не завершил процесс нормализации отношений и не подписал полноценный мирный договор.

## Международная реакция
Европейский союз (ЕС) и Великобритания приветствовали Соглашения Авраама, подтвердив при этом свою приверженность решению палестино-израильского конфликта на основании схемы «два государства для двух народов». Венгрия стала единственной страной ЕС, направившей своего представителя на церемонию подписания Соглашений.
Лидеры Ирана резко осудили арабские страны за установление отношений с Израилем, назвав Соглашения результатом многолетней враждебности их правителей к палестинцам и «ножом в спину всех мусульман». Президент Турции Реджеп Тайип Эрдоган пригрозил закрыть посольство Турции в Абу-Даби, столице ОАЭ, в ответ на нормализацию страной отношений с Израилем.
Большинство арабских стран воздержались от комментариев или прямой критики Соглашений. Однако некоторые из них (включая Алжир, Тунис, Ливию и Катар) отвергли нормализацию отношений с Израилем и подвергли критике тот факт, что Соглашения Авраама не оказали прямого влияния на решение палестино-израильского конфликта. Алжир использовал Соглашения как предлог для сближения с Ираном, разделяя с ним антиизраильскую и пропалестинскую позицию.
Палестинская администрация (ПА) назвала 15 сентября 2020 года «чёрным днем» в истории палестинского народа; большинство её граждан сочло заключение Соглашений Авраама провалом палестинской внешней политики и дипломатии. Отношения между ПА и ОАЭ значительно ухудшились. Великий муфтий ПА Мухаммад Хусейн запретил паломникам из ОАЭ посещение мечети Аль-Акса.
Радикальные исламские организации и вооружённые группировки выступили против Соглашений. Глава Международного союза мусульманских учёных, базирующегося в Катаре, заявил о запрете на нормализацию отношений с Израилем; ХАМАС воспринял Соглашения как предательство палестинцев. 

## Последствия
Соглашения Авраама способствовали укреплению сотрудничества между Израилем и рядом арабских стран в оборонной, кибернетической и экономической сферах, особенно в сфере торговли и инвестиций. Соглашения изменили политическую и экономическую динамику на Ближнем Востоке, принеся значительные выгоды как Израилю, так и соответствующим арабским странам. Товарооборот между Израилем и арабскими странами — участницами Соглашений Авраама за 2023 год превысил 4 млрд долларов США, что продемонстировало рост на 16% по сравнению с 2022 годом. Значительное развитие получили двустороннее авиасообщение и туризм; по данным на 2023 год, за первые три года действия Соглашений свыше миллиона израильтян посетили ОАЭ. Израиль стал одним из крупнейших поставщиков Марокко в оборонной сфере, а также поставил ОАЭ системы ПВО после ракетного удара по Абу-Даби со стороны группировки хуситов.
Пришедшая на смену первому кабинету Трампа администрация Джо Байдена не стала продолжать политику поощрения арабских стран к нормализации их отношений с Израилем, и не заключила ни одного нового арабо-израильского мирного соглашения. Исследователи отметили контрпродуктивную роль новой администрации по отношению к заключённым Соглашениям и, как следствие изменившегося подхода, стагнацию и откат в процессе арабо-израильской нормализации.
Арабские страны, подписавшие Соглашения Авраама, не прекратили критиковать Израиль в связи с палестино-израильским конфликтом, возлагать основную ответственность за конфликт на Израиль, и поддерживать в своих заявлениях палестинскую сторону. Часть граждан этих стран одобрительно отнеслись к подписанным Соглашениям, особенно к потенциальным выгодам экономического сотрудничества, однако со временем доля сторонников нормализации снизилась. Существенная часть населения этих арабских стран сохранила враждебность по отношению к Израилю и израильтянам, усилившуюся на фоне войны, начавшейся в 2023 году.

### Комментарии
1. ↑  ХАМАС признан террористической организацией Европейским союзом, Организацией американских государств и властями Аргентины, Австралии, Великобритании, Израиля, Канады, Новой Зеландии, Парагвая, США и Японии. Его деятельность также запрещена в Иордании и Египте.
2. ↑  Хуситы признаны террористической организацией в Израиле, в части Йемена, не находящейся под их контролем, а также в Канаде, Малайзии, ОАЭ, Саудовской Аравии и США.

### На русском языке
- Абдуллаев, Г. П. Между миром и конфликтом: Ближний Восток после «Авраамовых соглашений» // Вестник РУДН. Серия: Международные отношения. — 2024. — Т. 24, вып. 1. — С. 40–50. — doi:10.22363/2313-0660-2024-24-1-40-50.
- Корочкина, В. А. Перспективы «Авраамовых соглашений»: оценки и ожидания в Израиле // Ближний Восток и современность. — Институт Ближнего Востока, 2023. — Вып. 57. — С. 153–180.
- Костенко, Ю. И.; Морозов, В. М. «Соглашения Авраама» и новая реальность в арабо-израильских отношениях // Вестник Томского государственного университета. — 2024. — Вып. 503. — С. 37–52. — doi:10.17223/15617793/503/4.
- Мелкумян, Е. С. Израиль во внешней политике ОАЭ: от конфронтации к нормализации // Вестник МГИМО-Университета. — 2021. — Т. 14, вып. 2. — С. 107–118. — doi:10.24833/2071-8160-2021-2-77-107-118.
- Сажин, В. И. «Соглашения Авраама» и Ближний Восток // Международная жизнь. — 2020. — 29 сентября.
- Эпштейн А. Д. США, Израиль и Ближний Восток: революция Дональда Трампа. — Иерусалим - СПб: Издательство ДЕАН, 2024. — 344 с. — ISBN 978-5-6052545-3-9.
- Якимова, Е. А. Государство Израиль и страны Вишеградской группы: сотрудничество с практическим смыслом. — Москва: Институт Ближнего Востока, 2022. — 334 с. — ISBN 978-5-89394-334-4.

### На английском языке
- A Stronger and Wider Peace: A U.S. Strategy for Advancing the Abraham Accords (англ.) // Jewish Institute for National Security of America. — 2022. — January.
- Bessonov, Ania. The Abraham Accords are still intact – but could crumble under war (англ.) // Macdonald-Laurier Institute. — 2024. — 1 May.
- Grossman, Marcy. As the Israel-Hamas war continues, the Abraham Accords quietly turn four (англ.) // Atlantic Council. — 2024. — 11 September.
- Guzansky, Yoel; Dekel, Udi. A Year since the Abraham Accords: Pick up the Pace of Normalization (англ.) // Institute for National Security Studies[англ.]. — 2021. — 19 August (iss. 1508).
- Guzansky, Yoel; Feuer, Sarah. The Abraham Accords at One Year: Achievements, Challenges, and Recommendations for Israel (англ.) // Institute for National Security Studies[англ.]. — 2021. — 1 November.
- Guzansky, Yoel; Tzoreff, Yohanan. Gaza, Qatar, and the UAE: The Abraham Accords After Operation Guardian of the Walls (англ.) // The Washington Institute for Near East Policy. — 2021. — 16 June.
- Kassin, Dylan; Pollock, David. Arab Public Opinion on Arab-Israeli Normalization and Abraham Accords (англ.) // The Washington Institute for Near East Policy. — 2022. — 15 July.
- Krasna, Joshua. The October 7 Massacre and the War in Gaza: Impact on Bahrain and the United Arab Emirates (англ.) // Foreign Policy Research Institute[англ.]. — 2024. — 5 January.
- Makovsky, David. How the Abraham Accords Look Forward, Not Back (англ.) // The Washington Institute for Near East Policy. — 2020. — 16 September (iss. 3379).
- Norlen, Tova; Sinai, Tamir. The Abraham Accords: Paradigm Shift or Realpolitik? (англ.). — George C. Marshall European Center for Security Studies[англ.], 2020. — October (iss. 64). — ISSN 1867-4119.
- Pollock, David. New Bahrain Poll Reveals Support for Russia, Entente with Iran, Split on Israel (англ.) // The Washington Institute for Near East Policy. — 2023. — 3 May.
- Pollock, David. UAE Public Opinion: Still Friendly to United States, Split on Israel, Hostile to Iran (англ.) // The Washington Institute for Near East Policy. — 2023. — 31 May.
- Vakil, Sanam; Quilliam, Neil. The Abraham Accords and Israel–UAE Normalization: Shaping a New Middle East (англ.) // Chatham House. — 2023. — March.
- Winter, Ofir; Guzansky, Yoel. Islam in the Service of Peace: Religious Aspects of the Abraham Accord (англ.) // Institute for National Security Studies[англ.]. — 2020. — 6 September (iss. 1379).
- Yerkes, Sarah. North Africa Demurs on Normalization with Israel (англ.) // Carnegie Endowment for International Peace. — 2023. — 15 September.